# Megalomyrmex caete
Megalomyrmex caete är en myrart som beskrevs av Brandao 1990. Megalomyrmex caete ingår i släktet Megalomyrmex och familjen myror. Inga underarter finns listade i Catalogue of Life.